# Dacia (автопроизводитель)

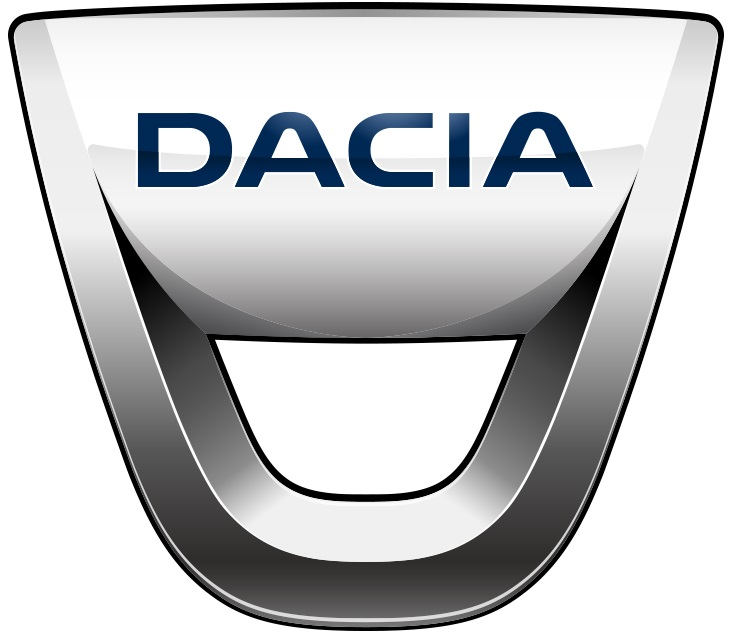
Логотип до 2021 года

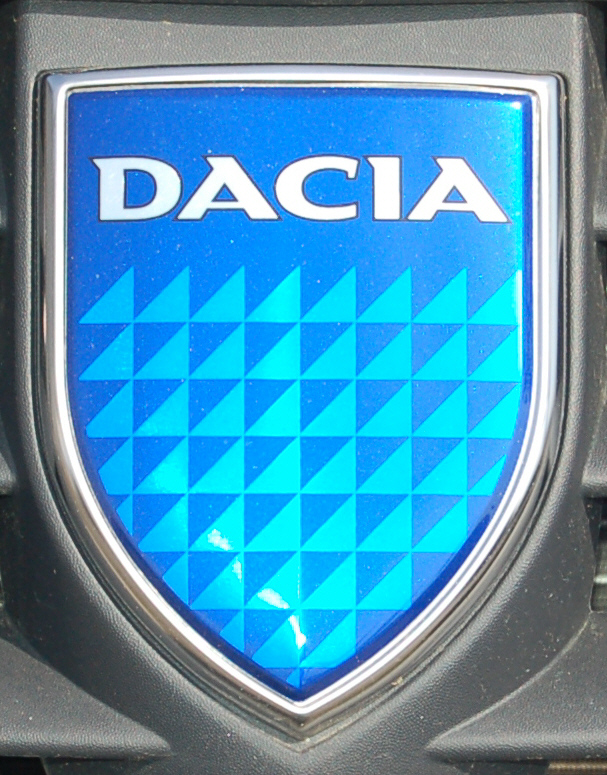
Логотип до 2008 года

Dacia (Дачия) — румынский производитель автомобилей, получивший своё название от исторического региона Дакия (рум. Dacia).
Компания была основана в 1966 году. Штаб-квартира находится в городе Миовени.
Это крупнейшая компания Румынии по размеру выручки и крупнейший экспортёр, на долю которого пришлось 8 % от общего объёма экспорта страны в 2018 году.. На 2019 году компания продала 736 654 легковых и коммерческих автомобиля.
В 1999 году правительство Румынии продало Dacia французскому автопроизводителю «Рено» (Renault), после чего она стала дочерним предприятием «Рено».
С января 2021 года компания Dacia стала частью бизнес-единицы Renault Dacia-Lada.

## История

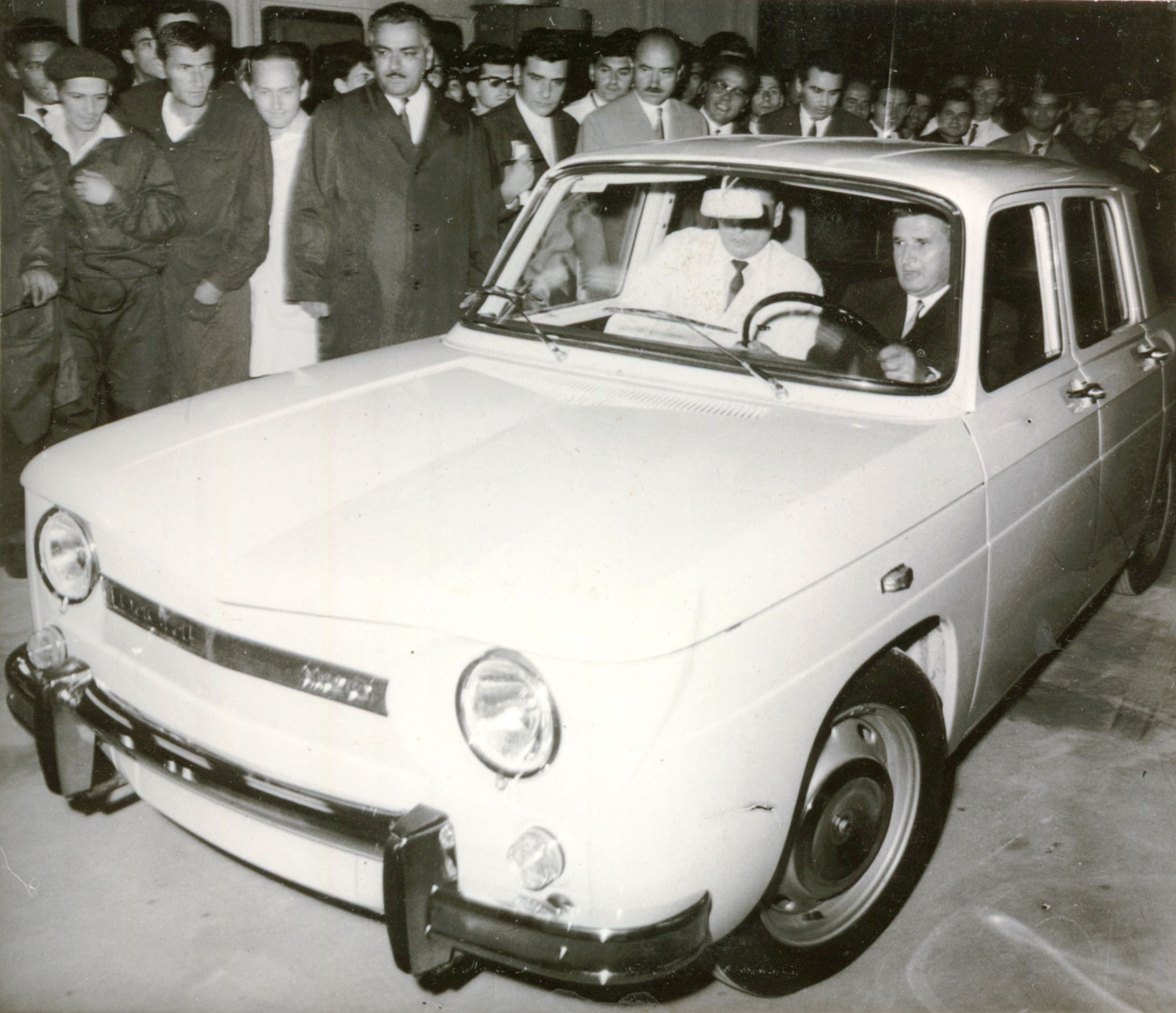
Николае Чаушеску за рулем первой Dacia 1100 в 1968 году.

Компания основана в 1967 году при технической помощи компании «Рено» (Renault). Согласно первоначальному контракту была приобретена лицензия на перспективную переднеприводную модель Renault R12, серийное производство которой ещё только должно было начаться во Франции с 1969 года. Поэтому временно для освоения румынскими рабочими конвейерного способа сборки, в 1968 году была освоена сборка лицензионной заднемоторной модели Renault R8 под маркой Dacia 1100. Её мелкосерийное производство продолжалось до 1971 года с небольшой модернизацией в 1970 году.
В 1969 году параллельно с французской моделью Renault R12 (европейский «Автомобиль 1969/70 года») был представлен новый переднеприводной седан Dacia 1300. В 1972 году на базе данной модели был освоен выпуск универсала 1300 Break, в 1973 году — полутонного пикапа модели 1302. С 1977 года производство Dacia 1300 было полностью локализовано. В 1979 году была представлена рестайлинговая модель Dacia 1310 с новой светотехникой (четыре круглых фары), а также прототип купе 1310 Sport, в том же году дебютировал и компактный внедорожник ARO 10 на агрегатах Dacia 1300, продававшийся на некоторых экспортных рынках как Dacia Duster.
В конце 1970-х — начале 1980-х Dacia мелкосерийно собирала из CKD-комплектов фургон D6 (Renault Estafette), а также седан Renault R18 и хетчбэк Dacia 2000. Данные легковые модели предназначались для партийной номенклатуры.
В 1981—1982 гг. появилось семейство коммерческих однотонных пикапов 1304—1309.
В 1983 году появилось мелкосерийное купе Sport 1410.
В начале 80-х была показана перспективная модель микроавтомобиля Dacia 500 с двухцилиндровым двигателем, представлявшим собой половинку от мотора стандартной Dacia. В серию эта модель так и не пошла из-за разразившегося в Социалистической Румынии экономического кризиса.
В 1985 году под индексом Dacia 1410 был освоен более мощный вариант базовой модели, прошедшей в 1983 году очередной рестайлинг.
В 1985 году появился 5-дверный хетчбэк 1320, после рестайлинга в 1990 году получивший наименование 1325 Liberta и выпускавшийся до 1996 года.
В 1989 году рестайлингу были подвергнуты все модели Dacia (серия CN1).
В 1992 году семейство дополнил более экономичный вариант Dacia 1210, производство которого продолжалось недолго.
В 1993 году семейство 1310 прошло очередной рестайлинг (серия CN2), ещё один — в 1995 году (CN3) и последний — в 1998 году (CN4). Производство легковых версий на платформе R12 было прекращено в 2004 году, в 2005 году свёрнут выпуск коммерческих пикапов.
В 1994 году Dacia освоила выпуск хетчбэка Nova на лицензионной платформе Peugeot 309. В 1999 году Renault S.A. покупает 99 % акций компании Dacia. В 2000 году модель Nova прошла рестайлинг и стала обозначаться как SuperNova. В 2003 году при помощи Renault она была подвергнута глубокой модернизации и стала называться Solenza. В 2005 году выпуск переходной модели Dacia Solenza был прекращён.
До 2005 года Dacia выпустила примерно 2,5 млн автомобилей. С 2004 года Dacia освоила выпуск седана Logan на всемирной платформе Renault X90. В 2006 году на той же усиленной платформе (M90) был освоен универсал Logan MCV, который в 2007 году был дополнен коммерческим фургоном Logan VAN, в 2008 году — пикапом Logan Pickup. После перехода на современный модельный ряд выпуск автомобилей Dacia многократно возрос.
В рейтинге германской «Ассоциации технического надзора» (VdTUV) в возрастной категории «от 2 до 3 лет» Dacia Logan признан самым ненадёжным подержанным автомобилем 2019 года.

## Продажи
| Модели             | 1968−1972 | 1969−2004 | 1986−1992 | 2004   | 2005    | 2006    | 2007    | 2008    | 2009    | 2010    | 2011    | 2012    | 2013    | 2014    |
| ------------------ | --------- | --------- | --------- | ------ | ------- | ------- | ------- | ------- | ------- | ------- | ------- | ------- | ------- | ------- |
| Dacia 1100 / 1100S | 44 000    | ?         | —         | —      | —       | —       | —       | —       | —       | —       | —       | —       | —       | —       |
| Dacia 1300 / 1310  | ?         | 1 979 730 | ?         | ?      | —       | —       | —       | —       | —       | —       | —       | —       | —       | —       |
| Dacia Lăstun       | —         | ?         | 6532      | —      | —       | —       | —       | —       | —       | —       | —       | —       | —       | —       |
| Dacia Solenza      | —         | —         | —         | 31 431 | 8354    | —       | —       | —       | —       | —       | —       | —       | —       | —       |
| Dacia Pick-Up      | —         | —         | —         | —      | 21 165  | 11 733  | —       | —       | —       | —       | —       | —       | —       | —       |
| Dacia Logan        | —         | —         | —         | 20 274 | 134 887 | 184 975 | 230 473 | 218 666 | 158 251 | 127 164 | 95 452  | 102 193 | 69 355  | 98 849  |
| Dacia Sandero      | —         | —         | —         | —      | —       | —       | —       | 38 928  | 151 206 | 154 559 | 86 578  | 94 180  | 150 672 | 169 021 |
| Dacia Duster       | —         | —         | —         | —      | —       | —       | —       | —       | —       | 67 000  | 161 203 | 131 205 | 115 405 | 160 318 |
| Dacia Lodgy        | —         | —         | —         | —      | —       | —       | —       | —       | —       | —       | —       | 29 129  | 42 977  | 27 063  |
| Dacia Dokker       | —         | —         | —         | —      | —       | —       | —       | —       | —       | —       | —       | 2924    | 51 063  | 56 214  |
| Всего              | 44 000    | 1 979 730 | 6532      | 94 720 | 164 406 | 196 708 | 230 473 | 257 594 | 309 457 | 348 723 | 343 233 | 359 631 | 429 534 | 511 465 |

## Модели

### Нынешние модели
- Dacia Logan (с 2004)
- Dacia Logan MCV (с 2006)
- Dacia Logan VAN (с 2007)
- Dacia Logan Pick-Up (с 2008)
- Dacia Sandero (с 2008)
- Dacia Lodgy (с 2012)
- Dacia Dokker (с 2012)
- Dacia Duster (c 2009)
- Dacia Spring Electric (с 2021)
- Dacia Jogger (с 2022)
- Dacia Bigster (с 2025)

### Бывшие модели
- Dacia 1100 (1968—1972)
- Dacia 1210 (основана на 1310)
- Dacia 1300 (1969—1979)
- Dacia 1310 (1979—2004) (Dacia Denem в Великобритании)
- Dacia 1301 (1970—1974)
- Dacia 1302 (1975—1982)
- Dacia 1304 Pick Up (1979—2006)
- Dacia Duster (1983—1990-е) (перелицованный ARO 10 в Великобритании)
- Dacia 1305 Drop Side (1985—2006)
- Dacia 1307 Double Cab (1992—2006)
- Dacia 1307 King Cab (1992—1999)
- Dacia 1309 (1992—1997)
- Dacia 1310/1410 Sport (1981—1992)
- Dacia 1410 (основана на 1310)
- Dacia 2000
- Dacia D6 (1974—1976)
- Dacia 500 Lăstun (1985—1989)
- Dacia 1320 (1985—1989)
- Dacia Liberta (1990—1996)
- Dacia Nova (1994—1999)
- Dacia SupeRNova (2000—2003)
- Dacia Solenza (2003—2005)

### Концепт-кары
- Dacia Braşovia — купе (1980)
- Mini-Dacia (1980-е) — прототип городского автомобиля, сделанный из урезанных панелей Dacia 1310 и легко изменяемый из хетчбэка в пикап и кабриолет в соответствии с выбранными панелями
- Dacia Jumbo — высокий фургон (1990)
- Dacia Nova — минивэн (1998)
- Несколько прототипов Dacia 1310 с дизельными, LPG- или меньшими двигателями, на протяжении всей истории модели
- Dacia Star (1991)
- Dacia 1310 кабриолет (1987; сделано три штуки)
- Dacia 1306 пикап (1994/1995; ограниченная серия)
- Dacia 1310 Лимузин (позже 1980-х) — удлинённый 7-местный универсал, сделано несколько штук с нормальной и с увеличенной крышами
- Dacia D33 (1997) — прототип, созданный дизайнерским домом IDEA в Турине, только одна модель воспроизведена
- Dacia 1310 4x4/Aro 12 (позже 1980-х) — сделан из версии универсал, ограниченная серия